# Musique grecque
Le terme musique grecque recouvre des styles divers, dont l'histoire et les influences diffèrent selon les régions et les genres musicaux qui sont joués en Grèce. Elle puise à la fois dans des éléments autochtones helléniques ou balkaniques, dans son histoire partagée avec différentes influences (perses, vénitiennes, génoises ou espagnole ) et dans les contacts avec les autres peuples des empires byzantin et ottoman.
Elle est historiquement reliée à la musique de la Grèce antique, à la musique byzantine et à celle de l'Église orthodoxe, sacrée et monodique.

## Histoire et caractéristiques
Il existait une musique savante propre : la musique de cour de l'empire byzantin. L'empereur et érudit Constantin VII Porphyrogénète en donne une description dans ses ouvrages. Peu de manuscrits ont été retrouvés après les saccages de Constantinople (1204 et 1453) mais on en connaît[style à revoir] les instruments et les racines de cette musique, qui puisent en partie dans la théorie musicale de l'antiquité dont s'est également inspirée la musique savante orientale, et notamment Al-Fârâbî. L'on retrouve[style à revoir] des musiciens grecs héritiers de cette tradition, dans la musique savante orientale qui se jouait à Constantinople les siècles suivants. Cette tradition est peu connue car elle demeura dans l'ombre, à la fois, de la musique byzantine vocale et de la musique savante orientale (musique savante dite « ottomane » qui mêle les influences byzantine, arabe et persane et que les écrivains nationalistes turcs (ottomans) des années 1930 voulaient voire interdire comme non turque). Récemment l'Orchestre byzantin d'Athènes a tenté de faire connaître à nouveau la musique byzantine profane qui reste modale et monodique, n'ayant pas connu l'évolution de la musique occidentale. La musique profane savante byzantine utilise les mêmes huit modes que la musique ecclésiastique.
Les grecs ont principalement développé leur musique folklorique tout en héritant récemment de la musique occidentale, classique ou contemporaine.
La musique populaire ancienne est appelée dhimotikó traghoudhi (soit « chant traditionnel » en grec), et peut être divisée en deux catégories : les chants « akritiques », datant du IXe au Xe siècle relatant la geste des Akrites, et les chants « klephtiques », datant du XVe au XIXe siècle (longues ballades ornementée et jouée en rubato relatant la vie quotidienne des Grecs héroïques : moisson, et mariage. On y retrouve[style à revoir] aussi des accents proches des Balkans et de la musique sacrée orthodoxe. La clarinette remplace parfois la voix).
La musique populaire des îles de la mer Égée (Cyclades, Sporades, Dodécanèse, golfe Saronique) est appelée nissiotikó traghoudhi soit « chant insulaire » en grec. Les rythmes venus d'Italie par les Vénitiens et le Gênois l'ont influencée ; le violon et le laouto sont des instruments fréquemment utilisés.
Les îles Ioniennes, sous influence italienne bien plus longue (les six siècles vénitiens), ont quant à elles développé leur style propre.
La musique populaire plus récente[Quand ?] est appelée laïkó traghoudhi soit « chant populaire » en grec, et regroupe toutes les créations citadines après la guerre d'indépendance de 1821. Dans un sens plus restreint le terme peut aussi désigner une forme de rebetiko occidentalisé populaire à partir des années 1950, ou l'ensemble de la musique « pop » moderne grecque (le terme étant notamment utilisé par les disquaires et l'industrie musicale).
Les musiques sont soit diatoniques soit chromatiques, monophoniques et modales, et jouées sur une échelle plutôt naturelle que tempérée, à part dans l'Épire et à Karpathos. Les dromoi, utilisés par exemple dans le rebetiko et certains de ses dérivés, sont des modes désignés sous des vocables turcs tel Hijaz, Hijazkiar, Houseini, Huzam, Kartzigar, Kurdi, Neveseri, Nihavent, Piraeus, Rast, Sabah, Segah, Susinak, Tabahaniotikos, Tsiganikos, Usak, etc.
La musique grecque est presque indissociable de beaucoup de styles de danses : sirtaki, kalamatianos, pentozali, tsamikos, zeimbekiko, dachas, et soustas. D'autres styles instrumentaux incluent : pidichtá kastriná, taximia, kathistiká. Bien des musiciens sont autodidactes et luthiers aussi. Ils jouent souvent en paires (ziyia) complémentaires selon leurs instruments :
lyra et dachares, violi et laouto, zourna et daouli.

## Musique folklorique

### Continentale
- Thrace : De nombreuses danses s'y rencontrent : chorós (χορός), baintouska, karsilamas, kastrinos, sfarlis, souflioutouda, syngathistos, tripati et zonaradikos. La musique de cornemuse (gaida) y est aussi répandue. La musique arabesk de Turquie y a trouvé refuge, grâce aux minorités musulmanes et tsiganes de cette région.

- Thessalie : De nombreux styles de danses s'y trouvent : klistos, tai-tai, pilioritikos, svarniara, sta tria et karagouna.

- Macédoine (région) : Elle abrite les Anasténarides, des confréries pratiquant l'anastenaria, un rituel mêlant des éléments pré-chrétiens hérités de la Religion grecque antique ou de la religion polythéiste slave (marche sur le feu) accompagné du chant mikroconstantinos avec lyras et daouli, considéré comme sacré et intouchable ici.

Par ailleurs il existe aussi des danses locales : samarinas, akrítikos, baidouska, gaidouska, makedonikos, leventikos, partalos, kastorianos et sirtos makedonías.
- Épire : Les chants y sont polyphoniques et mixtes comme ailleurs dans les Balkans. Le miroloi est un chant de lamentation funèbre entonné a cappella par les femmes, et parfois repris de manière instrumentale. Le rizitika est un chant non improvisé chanté aux banquets (tis tavlas) ou par les voyageurs et bergers (tis stratas). Le skaros est une musique pastorale improvisée instrumentale ou vocale. La flûte floghera ou la clarinette y est dominante pour l'accompagnement des danses : menousis, fisouni, podhia, sta dio, sta tria, zagorisios, kentimeni, koftos, yiatros et tsamikos.

- Péloponnèse : On y retrouve le skaros, le kalamatianos et parmi les danses on trouve : kariatidon et tsakonikos.

### Insulaire

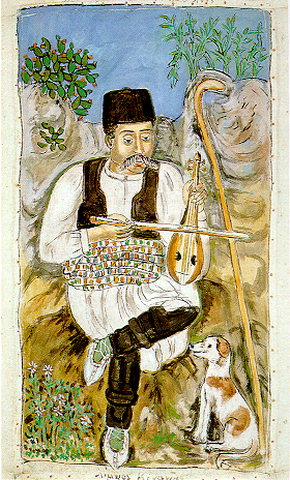
Joueur de lyre de Lemnos par Theophilos. Musée Theophilos, Mytilène.

- Îles de la mer Égée : Leur musique est appelée nissiotiko (en grec : insulaire), avec un style byzantin profane [réf. à confirmer][4]. La kalanta est un chant de quête pour Noël. Les danses incluent : chiotikos (de Chios), stavrotos, ballos syrtos, karsilamas, trata et ikariotikos (d'Ikaria).

- Crète : La musique crétoise bénéficie tout autant de l'influence ottomane (tabachaniotika ou tabakaniotiko) au travers des luths boulgari et laouto, que d'éléments indigènes, notamment l'utilisation de la vièle lyra, de la cornemuse askomadoura et de la flûte thiaboli. Les mantinades sont des chants d'amour épique dont le répertoire principal est constitué par l'Erotókritos dont les thèmes sont reliés au moyen des kondyliés au rythme rapide. Les rizitika et les nanourisma (berceusess) sont aussi chantés ici. Les danses incluent : syrtos, maleviziotikos, haniotikos, pentozali, laziotikos, pidichtos, kastrinos et siganos. Le tabakhaniotika est depuis le XIXe siècle un style proche du rebetiko développé par toutes les populations de l'ïle notamment dans les tanneries, qui ont donné leur nom à ce style de musique, ainsi que dans les cafés aman, inspirés de ceux rencontrés en Turquie.

- Dodécanèse : Proche de la musique crétoise du fait de nombreux réfugiés, elles ont aussi des mantinades, des lingéris (chant de carnaval) et des danses propres : trata, ballos, pentozali, syrtos, issos et syrtos rodou, sousta, zervos. La cornemuse tsambouna y joue un grand rôle en duo avec la lyra ou le santouri. Le laouto y a aussi une place prépondérante. La flûte pinavli est en revanche assez rare.

- Ikaria : La musique à danser ikariotiko issue de l'île est propice à bien des occasions (mariage, baptême…).

- Îles Ioniennes : Le style heptanissien (des « Sept-Îles », un autre nom de l'archipel) est né dans ces îles sous l'influence italienne. Les heptanissia cantatha sont chantées par un chœur de trois hommes accompagné de guitare ou mandoline ; ces sérénades sont aussi inspirées de l'Italie et viennent de Céphalonie, de Zante et Corfou. On retrouve aussi la kalanta ici en plus du chant de quête chelidonisma et des danses chantées ballos, kerkyraikos, bourdaris, kalamatianos, syrtaki et syrtos.

- Lesbos : Cette île a une tradition de santouri importante.

- Chypre : Cette île devenue indépendante de l'Empire colonial britannique, conserve des danses traditionnelles grecques : sousta, syrtos, kasilamas, zimbekikos, ballos, mantra, mahéri, dachas et kartsilamadhes. Les danses kazancu et tsifetélli dépendent elles de l'influence turque. La danse arapico est un souvenir de la Syrie. On y retrouve le santouri entouré du laouto, du baglama, du violoncelle, de l'accordéon et de la flûte pidhkiavli. Les miroloi et les épopées akritiques enrichissent le folklore local en plus des phonaï, des variations mélodiques. Les musiques d'origine turque sont qualifiées d'antikrystes.

## Musique populaire
La forme dominante est le laiko (qui veut dire populaire) né dans les cités modernes des années 1950, sous l'influence du démotiko, du rebetiko et du smyrneïko. Il est proche du turbo folk serbe et du fantezi turc.
Le smyrneïko apparaît au XIXe siècle à Smyrne (actuelle Izmir en Turquie), et est d'inspiration orientale. Il est proche du tabachaniotika crétois.
Le rebetiko est un mouvement musical apparu à la suite de l'expulsion des Grecs de Turquie, dans les années 1920. C'est une musique qui traite des laissés pour compte et des marginaux. Elle est d'inspiration orientale.
Le nom tsifteteli' désigne une danse turque ; mais les Grecs ont donné ce nom, improprement, à un style de danse du ventre ; le terme désigne aussi un rythme.
L'indoyíftika est un style récent[Quand ?] qui s'apparente à la musique filmi indienne avec des paroles grecques.
L'éntekhno est une forme plus moderne du rebetiko occidentalisé et orchestré, né dans les années 1950, illustré notamment par Míkis Theodorákis et Mános Hadjidákis ainsi que par de nombreuses musiques de film par Stávros Xarchákos notamment.
Le skiladiko est la forme décadente du rebetiko, il s'agit plutôt d'un terme péjoratif que d'un style revendiqué, considéré comme particulièrement « lourd » et excessif. Le terme signifie approximativement « aboyeur ».
L'Athenia cantatha est inspirée de l'opéra italien, il s'agit de sérénades composées au début du XXe siècle.
L'elafro est un style des années 1940, inspiré de la musique occidentale.
Le Neo kyma est un métissage entre l'éntekhno et la chanson française, né dans les années 1960. Proche du folk ou du chant de révolte, il s'agit de chansons engagées, un courant représenté par Dionýsis Savvópoulos (en).

## Musique contemporaine
Imam Baildi (en) est un groupe de musique, formé en 2007 et basé à Athènes, qui mélange la musique traditionnelle grecque avec des mélodies plus modernes. En 2015, Orestis et Lysandros Falireas sortent leur troisième album (III) avec notamment le titre Simioma. Leurs principaux morceaux sont O Pasatempos et De Thelo Pia Na Xanarthis. Ils sont en concert dans plusieurs villes de France au cours de l'été 2015.
La scène musicale grecque contemporaine réunit par ailleurs d'autres genres musicaux, comme le hip-hop (représenté entre autres par Goin' Through, Active Member et NEBMA), le heavy metal (avec notamment les groupes Rotting Christ, Elysion et Nightfall) ou bien encore le punk rock avec le groupe Chasma.

## Instruments traditionnels

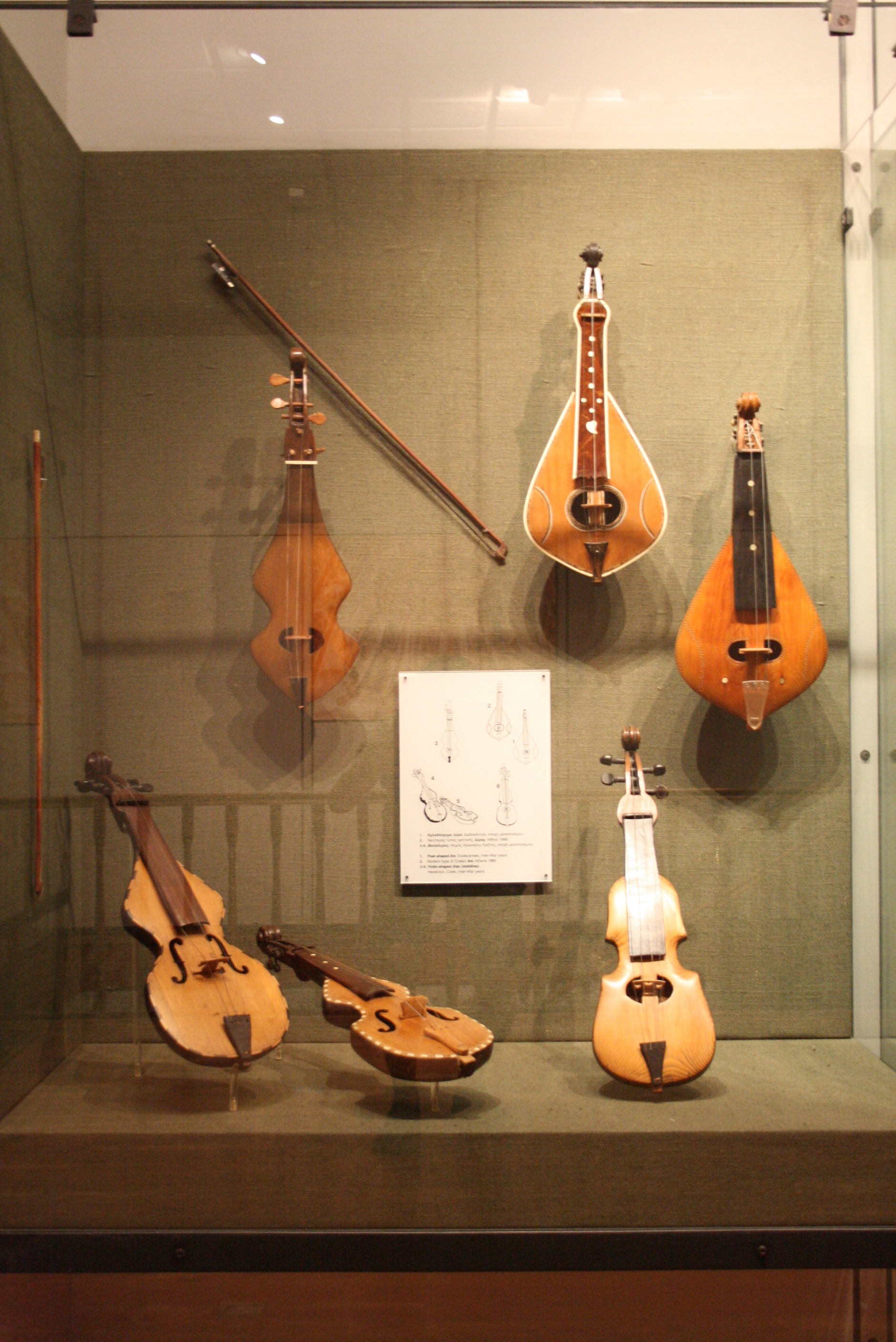
Lyras crétoises.

La majorité des instruments grecs existait sous une forme plus primitive du temps de l'empire byzantin et était très proche de celle des autres composantes de l'empire byzantin puis de l'empire ottoman ; leurs noms sont d'origine grecque, slave, ou orientale (le plus souvent turque), un même nom désignant cependant parfois des instruments différents selon les pays. La question de l'origine des instruments et des diverses influences (antique, byzantine, persane, turque et Asie Centrale…) est difficile à établir et sujette à polémique, en raison notamment du fait que les mêmes instruments préexistants ont pu changer de nom au gré des envahisseurs comme le montre l'iconographie de certaines églises et monastères. Des considérations nationalistes se sont en plus greffées sur ces recherches.
Les instruments à vent comprennent :  accordéon, anakara, askomadoura, floghera, gaida, karamouza, klarina, lalitsa, nerosfyrichtra, pidhkiavli, pinavli, pipiza, skortsambouno, souravli, tsambouna, tzamara, et zourna. Les instruments à  cordes comprennent : baglamas, boulgari, bouzouki, kanonaki, kemetzes, laouto, lyra , outi , santouri, sazi, tabour, tambouras, tzouras, et violi.
Les percussions : dachares, daouli, defi, gourgoura, madoura, masia, mougrinara, tapsi, thiaboli, toumbeleki, semantron et zilia.